# Dancing Queen
A Dancing Queen a svéd ABBA együttes 1976 augusztus 15-én megjelent kislemeze, melyet Benny Andersson, Björn Ulvaeus és Stig Anderson írt. A dal a csapat 4. stúdióalbumán, az Arrival címűn kapott helyet. A svéd megjelenés után először augusztus 16-án jelent meg a dal az Egyesült Királyságban, majd Európa számos országában, ahol világsláger lett.
A dal az Egyesült Államokban is 1. helyezés volt, mely eddig egyetlen ABBA kislemeznél sem fordult elő. A dal Ausztráliában, Hollandiában, Belgiumban, Írországban, Mexikóban, Új-Zélandon, Norvégiában, Dél-Afrikában, Spanyolországban, Svédországban, Nyugat-Németországban és Zimbabwében is slágerlistás helyezés volt, benne volt a Top 5-ben.
Zeneileg a Dancing Queen az akkor divatos amerikai disco zene europop változata. Mivel akkoriban a disco uralta az amerikai slágerlistákat is, a csapat úgy döntött, hogy követi a trendet, és reprodukálja Phil Spector Wall Of Sond rendszereit. A dal hangzása, stílusa váltakozó, a kórus vokál néhol emelkedik, mélyről indul, mely a dallam kifinomultságát és klasszikus összetettségét jellemzi. Andersson billentyűs vonalai és a hangszeres hangok mellett Anni-Frid Lyngstad és Agnetha Fältskog éneke növeli a dal színvonalát. A dal lírai, mégis disco stílusú, mely nagyobb érzelmi tartalmat kapott, mint sok más disco dal.

## A dal története
A  Dancing Queen  felvételei 1975 augusztus 4-én kezdődtek el Stockholmban. A dal demóját "Boogaloo"-nak nevezték el, és ahogy a felvételek haladtak, Andersson és Ulvaeus inspirációt talált a dalhoz George McCrae  Rock Your Baby  című dalából, valamint a dobritmusokat Dr John amerikai énekes 1972-es albumából a Dr. John's Gumbo címűből merítették. A nyitó dallamot Delaney & Bonnie Hotel Shot 1972-es dallamából a "Sing My Way Home"-ból vették. Fältskog és Lyngstad 1975 szeptemberében vették fel a vokális részt, majd három hónappal később kész volt a dal.
Amikor a kész dalt Benny megmutatta Fridának, nagyon meghatódott, látszólag a sírás kerülgette. Később azt mondta:
"Olyan gyönyörűnek találtam a dalt, mely rögtön meghódította a szívemet."
Agnetha azt nyilatkozta a dalról, hogy:
"Gyakran nehéz előre megjósolni, hogy mi lesz sláger, de a 'Dancing Queen' esetében mindannyian tudtuk, hogy hatalmas robbanás lesz."
Benny Andersson is egyetértett abban, hogy az egyik olyan dal, mely slágerlistás helyezést ér majd el.
Az eredeti verzió szerint, a második versszak előtt van még négy sor ami így szól:
"Baby, baby, you're out of sight, hey, you're looking all right to night. When you come to the party, listen to the guys. They've got the look in their eyes..."
A dalt 1976 tavaszán mutatták be a német és japán televízióban. 1976 június 18-án először adta elő a csapat a dalt Svédországban, az egyik televíziós műsorban, melyet Kjierstin Dellert rendezett a Royal Svedish Operában, XVI. Károly Gusztáv svéd király és menyasszonya Sommerlath Silvia tiszteletére, akik másnap házasodtak össze.
A dal az 1980-ban megjelent spanyol nyelvű Gracias Por La Música albumon is szerepel Reina Danzante címen. A spanyol szöveget Buddy és Mary McCluskey írta. Az ABBA Oro című albumon viszont a La Reina Del Baile címet viseli.
1993-ban Anni-Frid Lyngstad a svéd királynő 50. születésnapjára ismét előadta a dalt. Frida felvette a kapcsolatot a The Real nevű csoporttal, akikkel a színpadon előadta a dal acapella változatát a stockholmi Királyi Operaházban, a király és királynő előtt. Az akkori miniszterelnök Ingvar Carlsson is a közönség soraiban ült, és azt mondta, hogy ötletes volt a Dancing Queen acapella előadása. A produkciót a svéd televízió is rögzítette, és szerepel a The Real Group 1994-es Varför får man inte bara vara som man är című CD-jén is.
A dal az 1994-ben bemutatott Muriel's Wedding (Muriel esküvője) című filmben is szerepel. Ulvaeus és Andersson engedélyt adtak a Dancing Queen és más ABBA dalok felhasználására a filmben. A dal a Mamma Mia! című filmben is helyet kapott.
A dal az első Nemzetközi Standard Zenei kóddal lett ellátva 1995-ben, mely T-000.000.001-0.

## Fogadtatás és elismerések
A Dancing Queen világsláger volt, mely több mint egy tucat országban slágerlistás helyezést ért el, beleértve Svédországot is, ahol 14. hetet töltött a csúcson. Ausztráliában, Belgiumban, Brazíliában, Kanadában, Németországban, Írországban, Mexikóban, Hollandiában, Új-Zélandon, Norvégiában – itt 32 hetet töltött a VG Lista Top 10-ben. A dal az Egyesült Államokban a Billboard Hot 100-as lista csúcsán volt, és Top Hit volt Ausztráliában, Finnországban, Franciaországban és Svájcban is. A dal hárommillió példányban kelt el szerte a világban. 1976-ban az Egyesült Királyságban a 4. legjobban fogyó kislemez volt.
Donald A. Guarisco az AllMusic kritikusa szerint a dal csupa őszinteség és zeneileg jóval felülmúlja a disco világát. A dal megjelenése az ABBA korszakában is rendkívül fontos volt, világslágerré válása miatt, valamint később számos világsztár is követte ezt a trendet, úgy mint Carl Douglas, Kylie Minogue, vagy az U2 zenekar is. A dal a Mojo magazin szerint a "Melegek Himnusza"
Az Egyesült Királyság kislemezlistáján a Dancing Queen volt az utolsó dal, mely No1 helyezést ért el. Ezt korábban a Mamma Mia és Fernando érte csak el. A dalt 1992-ben újra kiadták 7" és 12"-es lemezeken is, melyet az Erasure Abba-Esque EP sikere váltott ki. Az 1992-ben megjelent dal az angol kislemezlista 16. helyéig jutott.
2000-ben a Dancing Queen 4. helyezést ért el az angol Channel 4 televíziós csatorna "The 100 Best Number One" (A 100 legjobb első helyezett) című szavazáson. Az ARIA listán a 18. helyet érte el. A Rolling Stone magazin 2004-es "The 500 Greatest Songs Of All Time" (Minden idők legnagyobb 500 slágere) szavazáson a 174. lett a dal. Ez az egyetlen ABBA dal a listán. Ebben az évben a VH1 a "100 Greatest Dance Songs In Rock & Roll" listán a 97. helyen végzett. A Rolling Stone és az MTV közös listáján a 70-es évek dalai közül a 12. helyig jutott a dal.
2002 november 9-én a Top 50 Favorite UK nevű szavazás eredményeit a brit Radio 2-ben adták át, ahol a dal 1. helyen végzett. Ezt a szavazást a The Official UK Charts Company 50. évfordulója alkalmából adták át. 2010 december 5-én a brit ITV közvetítette a The Nation's Favorite ABBA Song című szavazást, melyben a Dancing Queen a 2. helyre került.
2009-ben a brit Performing Rights Group (Phonographic Performance Limited) 75. születésnapja alkalmából felsorolta a Nagy-Britanniában legtöbbet játszott dalokat, melyek a rádióban, klubokban, nyilvános helyeken bemutatott dalokat tartalmazza. A dal a listán a 8. helyen végzett.
John McCain korábbi elnökjelölt a dalt a Blender magazinban kedvenc dalaként tüntette fel az újságban elhelyezett Top 10-es listán. 2008-ban a dal digitális letöltése meghaladta az 500.000-es letöltést az Egyesült Államokban. (512.000)
2012 augusztusában a Smooth 70's brit rádióállomás hallgatói kedvenc daluknak választották a Dancing Queent, ebben az évtizedben.
A dal paródiája a Rejtélyek városkája (Gravity Falls) nevű televíziós rajzfilmsorozatban is elhangzott, ahol Dipper vs Manliness Disco Girl-nek hívta a dalt.
2015-ben a dal bekerült a Recording Academy Grammy Hall Of Fame-ba.
2015-ben a "Dancing Queen" felvételt nyert a Recording Academy Grammy Hall of Fame-be, ahol Grammy-díjra jelölték a dalt.

## Megjelenések
7"  Svédország  Polar – POS 1225
- A	Dancing Queen 3:51
- B	That's Me 3:16

7"  NDK AMIGA – 4 56 237
- A	Dancing Queen 3:51
- B Fernando 4:15

### 1992-es kiadás
12"  Európa  Polydor – 863 573-1
- A1	 Dancing Queen 3:51
- A2	Lay All Your Love On Me	4:33
- B1	The Day Before You Came	5:45
- B2	Eagle	5:46

## Slágerlista
| Slágerlista (1976–77)                                  | Legjobb helyezés |
| ------------------------------------------------------ | ---------------- |
| Ausztrália Australian Singles Chart                    | 1                |
| Ausztria Austrian Singles Chart                        | 4                |
| Belgium Belgian Singles Chart                          | 1                |
| Kanada Canadian Singles Chart                          | 1                |
| Kanada Canada Adult Contemporary                       | 3                |
| Dánia Danish Singles Chart                             | 1                |
| Hollandia Dutch Singles Chart                          | 1                |
| Európa Eurochart Hot 100                               | 1                |
| Finnország Finnish Singles Chart                       | 3                |
| Franciaország French Singles Chart                     | 5                |
| Németország German Singles Chart                       | 1                |
| Írország Ír slágerlista                                | 1                |
| Olaszország Italian Singles Chart                      | 14               |
| Japán Japanese Singles Chart                           | 19               |
| Mexikó Mexican Singles Chart                           | 1                |
| Új-Zéland New Zealand Singles Chart                    | 1                |
| Norvégia Norwegian Singles Chart                       | 1                |
| Szovjetunió Soviet Singles Chart                       | 1                |
| Spanyolország Spanish Singles Chart                    | 10               |
| Svédország Swedish Singles Chart                       | 1                |
| Svájc Swiss Singles Chart                              | 3                |
| Egyesült Királyság UK Singles Charts                   | 1                |
| Amerikai Egyesült Államok Billboard Hot 100            | 1                |
| Amerikai Egyesült Államok Billboard Adult Contemporary | 6                |
| Amerikai Egyesült Államok Cashbox Top 100 Singles      | 1                |

| Slágerlista (1992)                  | Legjobb helyezés |
| ----------------------------------- | ---------------- |
| Ausztrália Australian Singles Chart | 28               |
| Belgium Belgian Singles Chart       | 16               |
| Egyesült Királyság UK Singles Chart | 16               |
| Hollandia Dutch Singles Chart       | 24               |
| Németország German Singles Chart    | 22               |
| Új-Zéland New Zealand Singles Chart | 14               |
| Norvégia Norwegian Singles Chart    | 5                |
| Svédország Swedish Singles Chart    | 15               |
| Svájc Swiss Singles Chart           | 6                |

| Slágerlista (2008)                       | Legjobb helyezés |
| ---------------------------------------- | ---------------- |
| Ausztrália Australian Singles Chart      | 58               |
| Egyesült Királyság British Singles Chart | 82               |

### Év végi összesítések
| Slágerlista (1976)                           | Helyezés |
| -------------------------------------------- | -------- |
| Ausztrália                                   | 3        |
| Új-Zéland                                    | 4        |
| Svájc                                        | 11       |
| Egyesült Királyság (Official Charts Company) | 4        |

| Slágerlista (1977)                                    | Helyzeés |
| ----------------------------------------------------- | -------- |
| Kanada                                                | 5        |
| Amerikai Egyesült Államok Billboard Hot 100           | 12       |
| Amerikai Egyesült ÁllamokBillboard Adult Contemporary | 28       |
| Amerikai Egyesült ÁllamokCashbox Top 100              | 3        |

### Minősítések és eladások
| Ország                   | Minősítés | Eladások  |
| ------------------------ | --------- | --------- |
| Japán (RIAJ)             |           | 350.000   |
| Egyesült Államok (ARIA)  | Arany     | 1.000.000 |
| Egyesült Királyság (BPI) | Platina   | 1.120.000 |
| Digitális letöltés       |           |           |
| Egyesült Államok (ARIA)  |           | 597.000   |